# Holly Gillibrand
Holly Gillibrand (nascida em 2005) é uma ativista ambiental escocesa. A partir dos 13 anos, ela faltou à escola por uma hora todas as sextas-feiras como parte da greve escolar pelo clima. Ela é uma organizadora de Fridays for Future Scotland.
Ela foi nomeada a Jovem Escocesa do Ano 2019 do Glasgow Times. Ela também foi nomeada uma das 30 mulheres inspiradoras na Lista do Poder Feminino da BBC em 2020 e foi entrevistada no programa. Ela escreveu para o Lochaber Times.
Em agosto de 2020, ela apoiou Chris Packham em uma campanha nacional que visava impedir o crime contra a fauna silvestre. Em novembro daquele ano, ela e outros jovens ativistas tiveram uma sessão de perguntas e respostas com Alok Sharma. Ela atua como conselheira de jovens para a instituição de caridade Heal Rewilding, cujo objetivo é devolver mais terras à natureza.